# Prezbiterium

Rzut kościoła – prezbiterium oznaczono różowym kwadratem

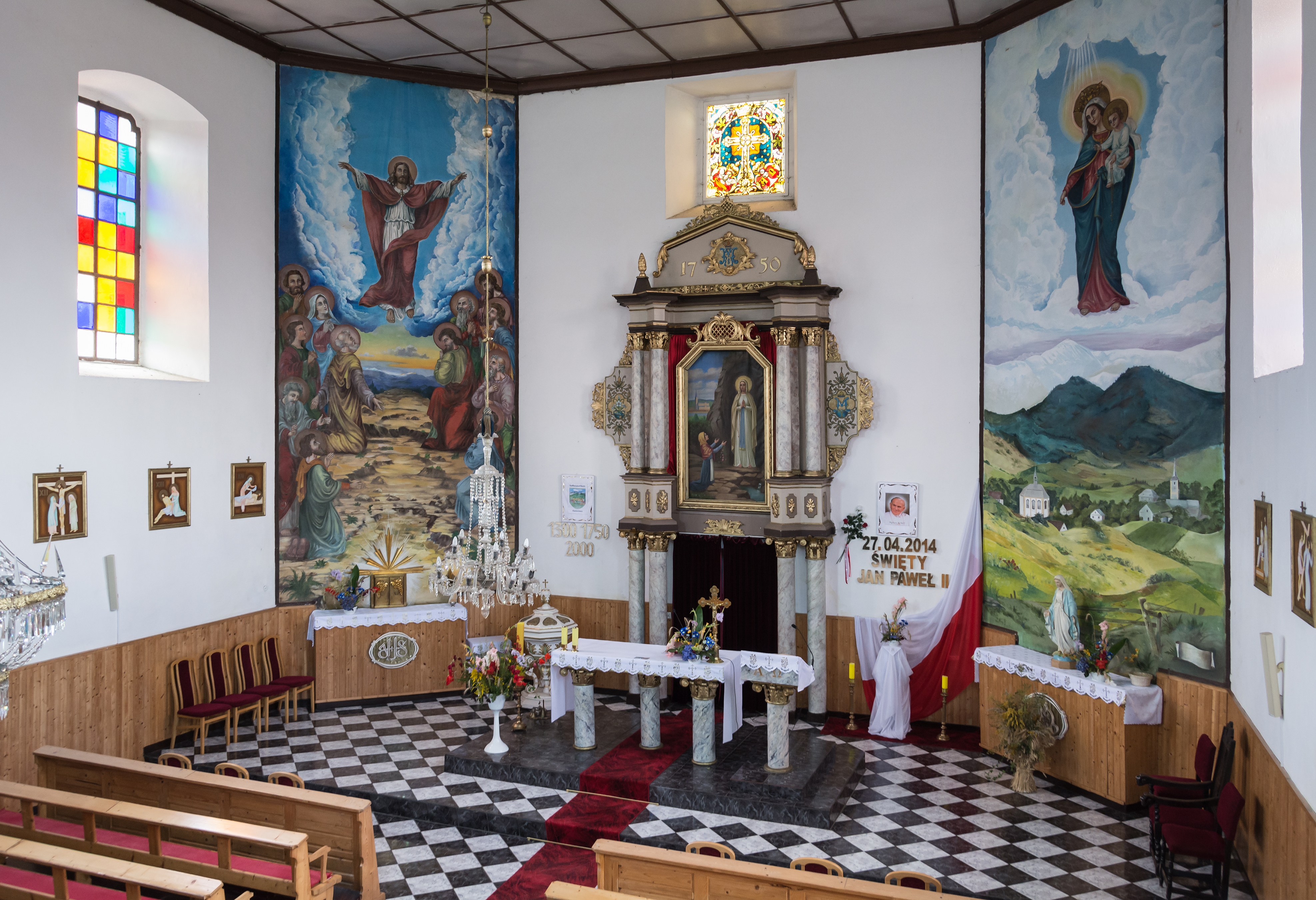
Prezbiterium w kościele Matki Bożej Różańcowej w Radomierzu

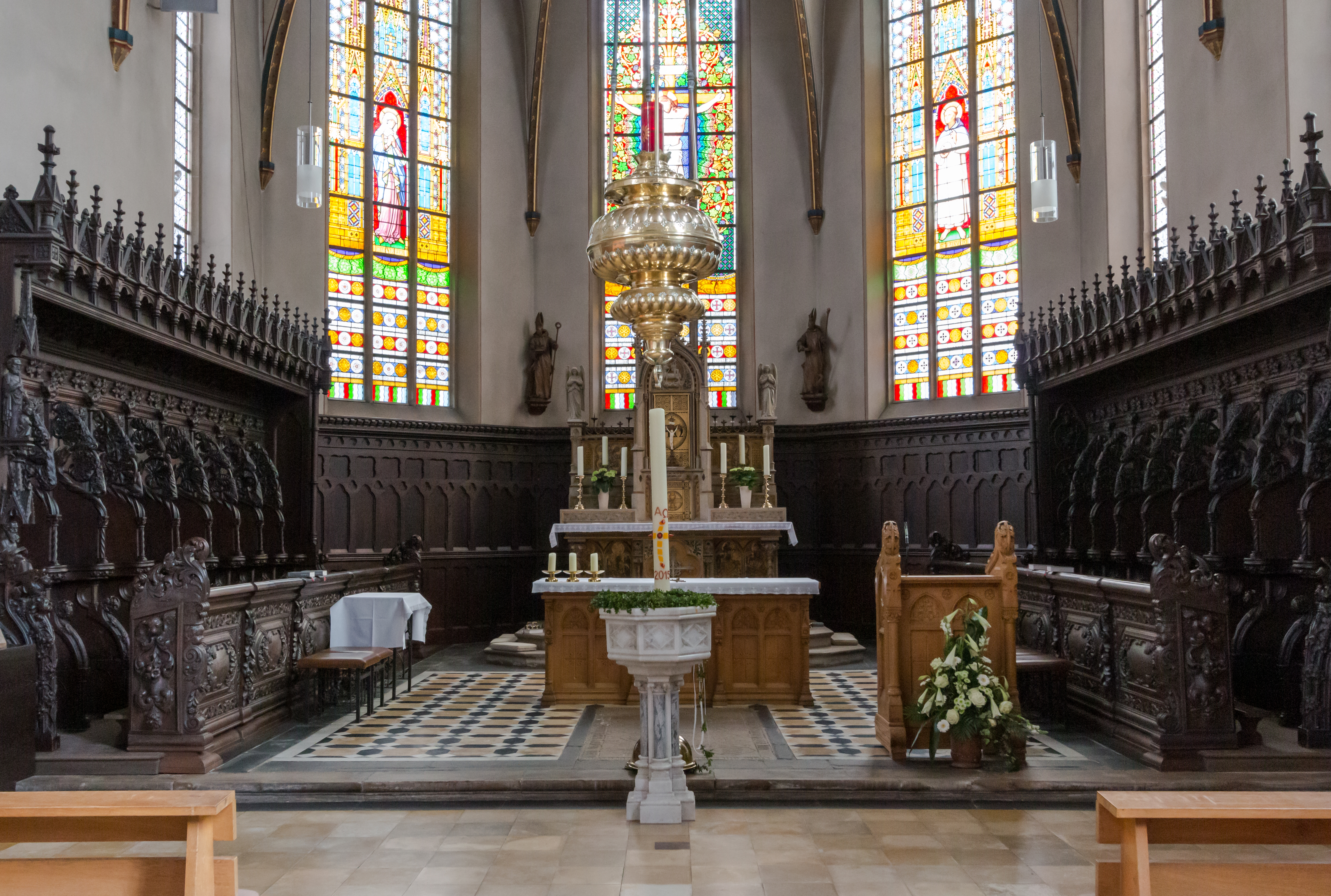
Prezbiterium w kościele św. Jakuba w Dülmen

Prezbiterium, dawniej: chór kapłański – przestrzeń kościoła przeznaczona dla duchowieństwa oraz służby liturgicznej (m.in. ministrantów). Zwykle jest wydzielone od reszty świątyni podwyższeniem, balaskami lub łukiem tęczowym i wyodrębnia się wizualnie z bryły kościoła. Nazwa pochodzi od słowa prezbiter (ksiądz).
Przed Soborem Trydenckim było skierowane na wschód i zamknięte apsydą lub prostą ścianą. Jego układ mógł być wzbogacony obejściem, apsydiolami i wieńcem kaplic.
Centralne miejsce w prezbiterium zajmuje ołtarz, na którym jest sprawowana liturgia eucharystyczna. Ponadto kluczowymi miejscami są: umieszczona nieco z boku ambona, miejsce przewodniczenia (krzesło celebransa lub katedra biskupa) oraz tabernakulum, które może też znajdować się w wydzielonej kaplicy Najświętszego Sakramentu, w innej części kościoła. Oprócz tego w prezbiterium znajdują się stalle lub ławki dla duchowieństwa i służby liturgicznej oraz kredencja (miejsce, gdzie przygotowuje się naczynia liturgiczne i dary ofiarne do celebracji).